# Torisrivier
De Torisrivier, Zweeds – Fins: Torisjoki, is een rivier annex beek in Zweden, die stroomt door de gemeente Gällivare stroomt. De Torisrivier komt uit een klein meer, stroomt naar het oosten en stroomt na acht kilometer het Vassarameer in.
Afwatering: Torisrivier → meer Vassarameer  →  Vassara → Lina → Angesån → Kalixälven → Botnische Golf
De rivier met dezelfde naam Grote Torisrivier hoort niet tot het stroomgebied van de Kalixälven, maar van de Torne.